# Aserbaidschan beim Eurovision Song Contest
Teilnehmende Rundfunkanstalt

Erste Teilnahme
2008
Anzahl der Teilnahmen
17 (Stand 2025)
Höchste Platzierung
1 (2011)
Höchste Punktzahl
302 (2019)
Niedrigste Punktzahl
4 (2023 SF)
Punkteschnitt (seit erstem Beitrag)
143,77 (Stand 2021)
Punkteschnitt pro abstimmendem Land im 12-Punkte-System
2,93 (Stand 2021)
Dieser Artikel befasst sich mit der Geschichte Aserbaidschans als Teilnehmer am Eurovision Song Contest.

## Regelmäßigkeit der Teilnahme und Erfolge im Wettbewerb

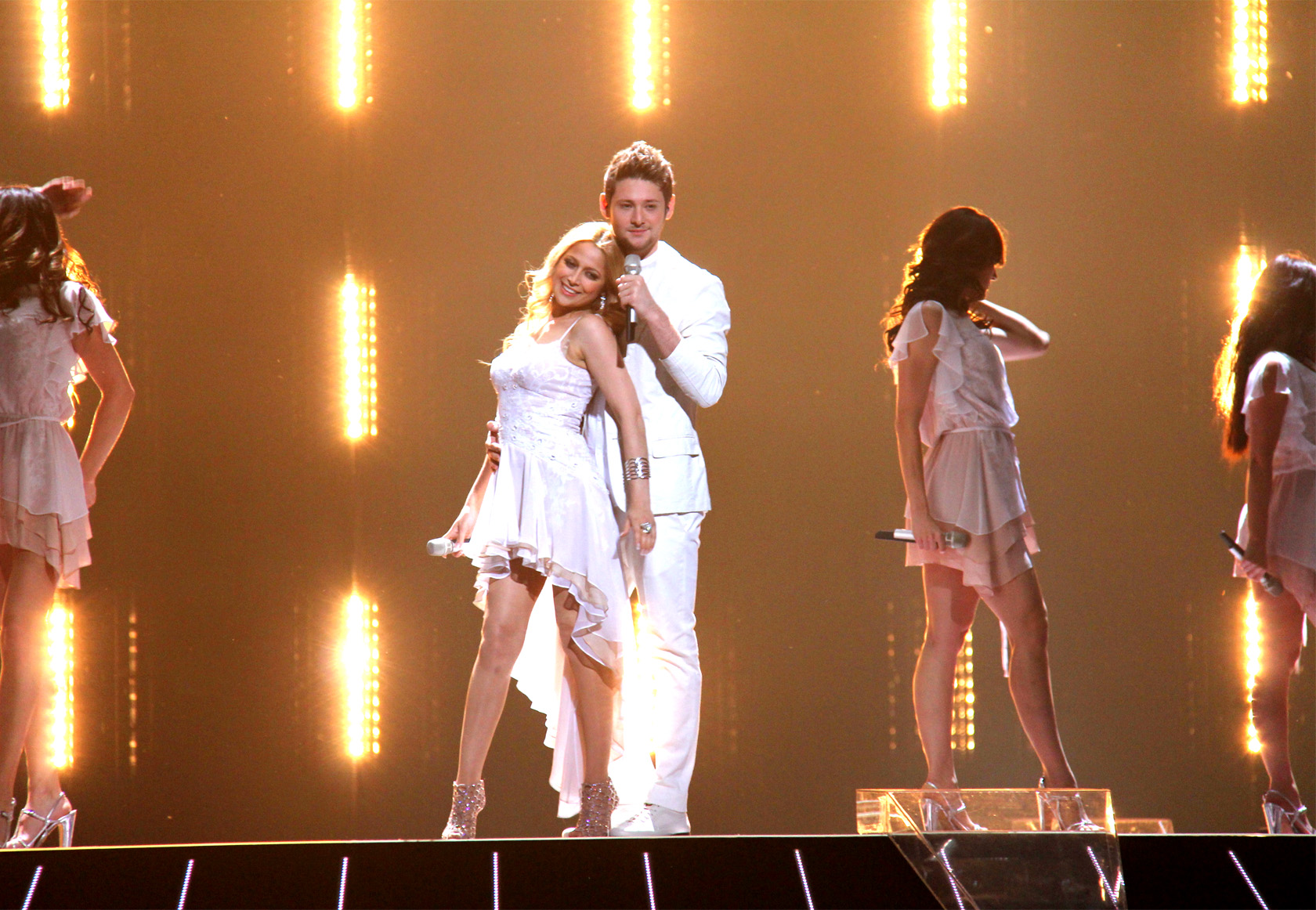
Ell & Nikki – Sieger im Jahr 2011

Aserbaidschan nahm 2008 in Belgrad zum ersten Mal am Eurovision Song Contest teil. Die federführende Sendeanstalt ist seither die öffentlich-rechtliche İTV. Bereits 2007 hatte der staatliche Fernsehsender ATV den Wunsch geäußert, einen Beitrag für Aserbaidschan einzusenden. Da ATV kein Mitglied der Europäischen Rundfunkunion (EBU) war, kam keine Teilnahme zustande. Mit dem Beitritt der İTV zur EBU in der zweiten Hälfte des Jahres 2007 war eine Teilnahme Aserbaidschans 2008 möglich. Die beiden anderen Kaukasusrepubliken Armenien und Georgien waren bereits 2006 bzw. 2007 zum ersten Mal dabei. So debütierte Aserbaidschan 2008 und war direkt erfolgreich: Elnur & Samir qualifizierten sich erfolgreich für das Finale und erreichten dort den achten Platz mit 132 Punkten. Zwölf Punkte erhielt Aserbaidschan dabei von der Türkei und aus Ungarn. Im Folgejahr konnte dieses Ergebnis allerdings noch überboten werden. Schließlich erreichten AySel & Arash Platz 2 im Halbfinale und waren somit erfolgreich für das Finale qualifiziert. Dort landeten sie dann auf Platz 3 mit 207 Punkten. Auch 2010 und 2011 konnten die aserbaidschanischen Beiträge Platz 2 im Halbfinale erreichen. So holte Safura mit Drip Drop im Finale Platz 5 mit 145 Punkten. 2011 hingegen dann der große Erfolg: Das Duo Ell & Nikki holten den ersten Sieg Aserbaidschans im Wettbewerb. Mit 221 Punkten war es ebenfalls eine neue Höchstpunktzahl für das Land. Auch 2012, als das Land erstmals Gastgeber der Veranstaltung war, war es erfolgreich. Schließlich erreichte Sabina Babayeva im Finale Platz 4. Durch Griechenlands Platz 17 im gleichen Jahr war Aserbaidschan dann damit das einzige Land, das bei jeder Teilnahme seit Einführung des Semifinales unter den besten zehn Ländern, den Top 10, zu finden war im Finale. Auch 2013 konnte das Land diesen Titel verteidigen: Farid Mammadov erreichte den zweiten Platz und holte gleichzeitig die bis dahin höchste Punktzahl des Landes mit 234 Punkten. Kurioserweise erreichte Aserbaidschan zwischen 2009 und 2013 genau jeden Platz unter den besten Fünf einmal. Damit gehörte das Land zu den erfolgreichsten Ländern im Wettbewerb bis 2013. Ab 2014 ging es dann allerdings bergab für das Land.
2014 erlangte Aserbaidschan dann seinen bisherigen Tiefpunkt im Wettbewerb: Dilara Kazimova erreichte nur Platz 22 im Finale und erreichte mit 34 Punkten die bisher niedrigste Punktzahl von Aserbaidschan im Wettbewerb. Somit erreichte das Land zum ersten Mal keine Platzierung unter den besten Zehn. Aber auch die Folgejahre waren längst nicht so erfolgreich wie vor 2013. Von nun an erreichte Aserbaidschan viele Platzierungen im Mittelfeld. So holte Elnur Hüseynov 2015 Platz 12, 2016 erreichte Samra Platz 17 und Dihaj holte 2017 Platz 14. 2018 folgte dann allerdings ein neuer Tiefpunkt für das Land im Wettbewerb. So erreichte die Sängerin Aisel mit ihrem Lied X My Heart nur Platz 11 im Halbfinale, womit Aserbaidschan erstmals im Halbfinale ausschied. Somit verlor das Land im selben Jahr wie Rumänien und Russland den Status, sich jedes Mal für das Finale qualifiziert zu haben. Allerdings erreichten auch die anderen Kaukasusrepubliken nicht das Finale, womit erstmals seit 2005 kein Land aus der Kakaususregion im Finale vertreten war. Erst 2019 ging es wieder bergauf für das Aserbaidschan.
So landete der Sänger Chingiz im Halbfinale auf Platz 5, womit er Aserbaidschan erfolgreich zurück ins Finale brachte. Dort landete Chingiz dann auf dem achten Platz und holte für das Land somit die erste Platzierung unter den besten Zehn seit 2013. Mit 302 Punkten holte er ebenfalls eine neue Höchstpunktzahl für Aserbaidschan. 2021 war der kurze Erfolg aber wieder vorbei. Efendi erreichte zwar das Finale, belegte dort mit Platz 20 aber den schlechtesten Platz seit 2014 im Finale und somit auch die zweitschlechteste Platzierung Aserbaidschans im Finale. Auch 2022 qualifizierte man sich für das Finale, wo man mit Platz 16 eine Platzierung im Mittelfeld erzielte. Das Finale erreichte man lediglich wegen der Jury, von der 96 Punkte stammten. Von den Zuschauern gab es keinen einzigen Punkt. 2023 gab es dann einen Tiefpunkt: zum ersten Mal seit 2018 und erst zum zweiten Mal insgesamt verpasste Aserbaidschan den Finaleinzug und wurde im Halbfinale Vorletzter. Es ist das bislang schlechteste Ergebnis des Landes im Wettbewerb. Im darauffolgenden Jahr konnte man das Finale ebenfalls nicht erreichen und landete wie im letzten Jahr nur auf dem vorletzten Platz im Halbfinale. Auch 2025 schied das Land - als Letztplatzierter im Halbfinale aus. Damit scheiterte Aserbaidschan zum ersten Mal in seiner Geschichte beim Eurovision Song Contest dreimal hintereinander am Finaleinzug.
Insgesamt landeten also 8 von den 17 Beiträgen in der linken Tabellenhälfte. Insgesamt schied Aserbaidschan nur viermal im Halbfinale aus und erreichte einmal den letzten Platz. Mit einem Sieg, einem zweiten und einem dritten Plätzen und vielen weiteren Platzierungen unter den besten Zehn, zählt Aserbaidschan, trotz der schwachen Phase seit 2014, zu den erfolgreichsten Teilnehmern im Wettbewerb.

## Liste der Beiträge
Farblegende:
– 1. Platz. 
– 2. Platz. 
– 3. Platz. 
– Punktgleichheit mit dem letzten Platz.
– ausgeschieden im Halbfinale/in der Qualifikation/im osteuropäischen Vorentscheid.
– keine Teilnahme/nicht qualifiziert.
– Absage des Eurovision Song Contests.
| Jahr | Interpret                   | Titel Musik (M) und Text (T) | Sprache                     | Übersetzung           | Finale                                           | Finale                                           | Halbfinale/ Qualifikation                        | Halbfinale/ Qualifikation                        | Nationaler Vorentscheid |
| Jahr | Interpret                   | Titel Musik (M) und Text (T) | Sprache                     | Übersetzung           | Platz                                            | Punkte                                           | Platz                                            | Punkte                                           | Nationaler Vorentscheid |
| ---- | --------------------------- | --- | --------------------------- | --------------------- | ------------------------------------------------ | ------------------------------------------------ | ------------------------------------------------ | ------------------------------------------------ | ----------------------- |
| 2008 | Elnur & Samir               | Day After Day M: Govhar Hasanzadeh; T: Zahra Badalbeyli                                                                                        | Englisch                    | Tag für Tag           | 8 / 25                                           | 132                                              | 6 / 19                                           | 96                                               | Land of Fire 2008       |
| 2009 | AySel & Arash               | Always M: Arash, Robert Uhlmann, Johan Bejerholm, Marcus Englof, Alex Papaconstantinou; T: Arash, Robert Uhlmann, Elin Wrethov, Anderz Wrethov | Englisch                    | Immer                 | 3 / 25                                           | 207                                              | 2 / 19                                           | 180                                              | interne Auswahl         |
| 2010 | Safura                      | Drip Drop M: Anders Bagge, Stefan Örn; T: Sandra Bjurman                                                                                       | Englisch                    | Tropf, tropf          | 5 / 25                                           | 145                                              | 2 / 17                                           | 113                                              | Land of Fire 2010       |
| 2011 | Ell & Nikki                 | Running Scared M: Stefan Örn, Sandra Bjurman, Iain Farquharson; T: Stefan Örn, Sandra Bjurman                                                  | Englisch                    | In Panik geraten      | 1 / 25                                           | 221                                              | 2 / 19                                           | 122                                              | Milli Seçim Turu 2011   |
| 2012 | Səbinə Babayeva             | When the Music Dies M: Anders Bagge, Johan Kronlund, Sandra Bjurman, Stefan Örn; T: Anders Bagge, Sandra Bjurman, Stefan Örn, Johan Kronlund   | Englisch                    | Wenn die Musik stirbt | 4 / 26                                           | 150                                              | Direkt für das Finale qualifiziert               | Direkt für das Finale qualifiziert               | Milli Seçim Turu 2012   |
| 2013 | Fərid Məmmədov              | Hold Me M: Dimitris Kontopoulos; T: John Ballard, Ralph Charlie                                                                                | Englisch                    | Halte mich            | 2 / 26                                           | 234                                              | 1 / 17                                           | 139                                              | Milli Seçim Turu 2013   |
| 2014 | Dilarə Kazımova             | Start a Fire M/T: Stefan Örn, Johan Kronlund, Alessandra Günthardt                                                                             | Englisch                    | Ein Feuer entfachen   | 22 / 26                                          | 33                                               | 9 / 16                                           | 57                                               | Böyük Sehne 2014        |
| 2015 | Elnur Hüseynov              | Hour of the Wolf M: Nicolas Rebscher, Nicklas Lif, Lina Hansson; T: Sandra Bjurman, Nicolas Rebscher, Nicklas Lif, Lina Hansson                | Englisch                    | Stunde des Wolfs      | 12 / 27                                          | 49                                               | 10 / 17                                          | 53                                               | interne Auswahl         |
| 2016 | Samra                       | Miracle M/T: Amir Aly, „T.I Jakke“ Erixson, Henrik Wikström                                                                                    | Englisch                    | Wunder                | 17 / 26                                          | 117                                              | 6 / 18                                           | 185                                              | interne Auswahl         |
| 2017 | Dihaj                       | Skeletons M: Isa Melikow; T: Sandra Bjurman | Englisch                    | Skelette              | 14 / 26                                          | 120                                              | 8 / 18                                           | 150                                              | interne Auswahl         |
| 2018 | Aisel                       | X My Heart M: Dimitris Kontopoulos; T: Sandra Bjurman                                                                                          | Englisch                    | Streiche mein Herz    | Ausgeschieden                                    | Ausgeschieden                                    | 11 / 19                                          | 94                                               | interne Auswahl         |
| 2019 | Chingiz                     | Truth M: Borislav Milanov, Trey Campbell, Bo J, Pablo Dinero, Hostess and Chingiz; T: Borislav Milanov, Trey Campbell, Bo J, Hostess           | Englisch                    | Wahrheit              | 8 / 26                                           | 302                                              | 5 / 18                                           | 224                                              | interne Auswahl         |
| 2020 | Efendi                      | Cleopatra M/T: Luuk van Beers, Alan Roy Scott, Sarah Lake                                                                                      | Englisch                    | –                     | Absage wegen der COVID-19-Pandemie durch die EBU | Absage wegen der COVID-19-Pandemie durch die EBU | Absage wegen der COVID-19-Pandemie durch die EBU | Absage wegen der COVID-19-Pandemie durch die EBU | interne Auswahl         |
| 2021 | Efendi                      | Mata Hari M/T: Amy van der Wel, Luuk van Beers, Tony Cornelissen                                                                               | Englisch, Aserbaidschanisch | Mata Hari             | 20 / 26                                          | 65                                               | 8 / 16                                           | 138                                              | interne Auswahl         |
| 2022 | Nadir Rüstəmli              | Fade to Black M/T: Andreas Stone Johansson, Anderz Wrethov, Sebastian Schub, Thomas Stengaard                                                  | Englisch                    | Zu Schwarz verblassen | 16 / 25                                          | 106                                              | 10 / 18                                          | 96                                               | interne Auswahl         |
| 2023 | TuralTuranX                 | Tell Me More M: Nihad Aliyev, Tunar Taghiyev, Tural Bağmanovlar, Turan Bağmanovlar; T: Tural Bağmanovlar, Turan Bağmanovlar                    | Englisch                    | Erzähl mir mehr       | Ausgeschieden                                    | Ausgeschieden                                    | 14 / 15                                          | 4                                                | interne Auswahl         |
| 2024 | Fahree feat. İlkin Dövlətov | Özünlə Apar M: Edgar Ravinov, Fəxri İsmayılov, Hasan Heydər, Tamila Rzayeva; T: Fəxri İsmayılov, Madina Salih                                  | Englisch, Aserbaidschanisch | Nimm mich mit         | Ausgeschieden                                    | Ausgeschieden                                    | 14 / 15                                          | 11                                               | interne Auswahl         |
| 2025 | Mamagama                    | Run with U M: Asəf Mişiyev, Həsən Heydər, Roman Zilyanev; T: Asəf Mişiyev                                                                      | Englisch                    | Mit Dir laufen        | Ausgeschieden                                    | Ausgeschieden                                    | 15 / 15                                          | 7                                                | interne Auswahl         |

## Vorentscheide
Einige Vertreter Aserbaidschans wurden über eine nationale Vorentscheidung ermittelt, wobei die Beiträge größtenteils intern ausgewählt wurden. Lediglich 2008 und 2013 wurden Interpret und Titel zusammen ermittelt. 2009 sowie seit 2015 verzichtet Aserbaidschan allerdings auf eine nationale Vorentscheidung und wählt seitdem sowohl Interpret als auch Lied intern aus. Trotzdem verwendete das Land in den Vorjahren verschiedene Formate um den Interpreten zu bestimmen.

### Land of Fire(2008 und 2010)
2008 veranstaltete İctimai eine Vorentscheidung mit sechs Liedern und drei Interpreten. Unformal, Aynur Isgandarli und Elnur Hüseynov nahmen dabei mit je zwei Titeln teil. Der spätere Sieger Hüseynov, der zu 50 % per Juryvoting und zu 50 % per Televoting bestimmt wurde, hatte allerdings seinen zweiten Titel Day After Day zusammen mit Samir Javadzadeh vorgestellt, so dass dieser auch Aserbaidschan beim Debüt 2008 vertrat.
2010 hingegen wurde das Format beibehalten, das Televoting abgeschafft und um ein Halbfinale ergänzt. Dort traten sechs Interpreten mit sechs Lieder an, wovon drei Interpreten das Finale erreichten. Dort sang jeder Interpret jeweils drei Titel, wobei eine siebenköpfige Jury Drip Drop von Səfurə Əlizadə zum Sieger kürte. Erwähnenswert ist, dass sich unter den Halbfinalisten auch Elvira Michieva befand, Ex-Mitglied der deutschen Girlgroup Bisou.

### Milli Seçim Turu(2011 bis 2013)
2011 fand unter dem Titel Milli Seçim Turu eine Castingshow mit sieben Vorrunden à elf Sängern statt. Aus jeder qualifizierte sich der Sieger sowie aus allen Halbfinalen zwei weitere Kandidaten für ein Halbfinale. Aus den neun verbliebenen Künstlern wurden fünf für das Finale ausgewählt. Eine Jury entschied, Nigar Camal und Eldar Qasımov als Duo für den Eurovision Song Contest 2011 zu nominieren. Ihr Beitrag Running Scared wurde wie im Vorjahr später ausgewählt. Dieses System wurde auch 2012 verwendet.
2013 wurde zumindest die Finalshow von Milli Seçim Turu grundlegend verändert, da nun den Zuschauern bereits zu diesem Zeitpunkt die Songs präsentiert wurden und eine Jury den Beitrag und zugehörigen Interpreten wählte, in diesem Fall Farid Mammadov mit seinem Lied Hold Me.

### Böyük Sehne(2014)
Für 2014 wurde erstmals die Castingshow Böyük Sehne als Vorentscheid angewandt. Durch drei Castingshows wurden die letzten drei Finalisten ausgewählt. Dabei gewann Dilara Kazimova. Der Beitrag wurde intern bestimmt und am 15. März 2014 präsentiert.

## Sprachen
Bis 2020 stellte Aserbaidschan alle seine Beiträge in englischer Sprache vor. 2021 erhielt das Lied Mata Hari von Efendi zum ersten Mal Abschnitte in der Landessprache Aserbaidschanisch.

## Kommentatoren und Punktesprecher
Diese Liste der Kommentatoren und Punktesprecher beginnt mit dem Beginn der TV-Übertragungen in Aserbaidschan.
| Jahr | Kommentatoren                    | Punktesprecher       |
| ---- | -------------------------------- | -------------------- |
| 2007 | Leyla Əliyeva Murad Arif         | Keine Teilnahme      |
| 2008 | Husniyya Maharramova Isa Melikov | Leyla Əliyeva        |
| 2009 | Leyla Əliyeva Isa Melikov        | Hüsniyya Maharramova |
| 2010 | Husniyya Maharramova             | Tamilla Shirinova    |
| 2011 | Leyla Əliyeva                    | Səfurə Əlizadə       |
| 2012 | Konul Arifgizi Saleh Bagirov     | Səfurə Əlizadə       |
| 2013 | Konul Arifgizi                   | Tamilla Shirinova    |
| 2014 | Konul Arifgizi                   | Səbinə Babayeva      |
| 2015 | Kamran Guliyev                   | Tural Asadov         |
| 2016 | Azər Süleymanlı                  | Tural Asadov         |
| 2017 | Azər Süleymanlı                  | Tural Asadov         |
| 2018 | Azər Süleymanlı                  | Tural Asadov         |
| 2019 | Murad Arif                       | Faig Agayev          |
| 2020 | Wettbewerb abgesagt              | Wettbewerb abgesagt  |
| 2021 | Murad Arif Husniyya Maharramova  | Ell & Nikki          |
| 2022 | Murad Arif                       | Narmin Salmanova a   |
| 2023 | Azər Süleymanlı                  | Narmin Salmanova a   |
| 2024 | Nurlana Cəfərova                 | Aysel Teymurzadə     |
| 2025 | Elnara Khalilova & Aga Nadirov   | Səfurə Əlizadə       |

## Ausgetragene Wettbewerbe
| Jahr | Stadt | Austragungsort    | Moderation                                          |
| ---- | ----- | ----------------- | --------------------------------------------------- |
| 2012 | Baku  | Bakı Kristal Zalı | Leyla Əliyeva, Eldar Qasımov & Nargiz Birk-Petersen |

## Punktevergabe
Folgende Länder erhielten die meisten Punkte von oder vergaben die meisten Punkte an Aserbaidschan (Stand: 2025):
| Die meisten im Finale vergebenen Punkte | Die meisten im Finale vergebenen Punkte | Die meisten im Finale vergebenen Punkte |
| Platz                                   | Land                                    | Punkte                                  |
| --------------------------------------- | --------------------------------------- | --------------------------------------- |
| 1                                       | Ukraine                                 | 170                                     |
| 2                                       | Russland                                | 121                                     |
| 3                                       | Israel                                  | 113                                     |
| 4                                       | Italien                                 | 085                                     |
| 5                                       | Schweden                                | 066                                     |

| Die meisten im Finale erhaltenen Punkte | Die meisten im Finale erhaltenen Punkte | Die meisten im Finale erhaltenen Punkte |
| Platz                                   | Land                                    | Punkte                                  |
| --------------------------------------- | --------------------------------------- | --------------------------------------- |
| 1                                       | Russland                                | 124                                     |
| 2                                       | Georgien                                | 119                                     |
| 3                                       | Moldau                                  | 103                                     |
| 4                                       | Ukraine                                 | 099                                     |
| 5                                       | Malta                                   | 075                                     |

| Die meisten insgesamt vergebenen Punkte | Die meisten insgesamt vergebenen Punkte | Die meisten insgesamt vergebenen Punkte |
| Platz                                   | Land                                    | Punkte                                  |
| --------------------------------------- | --------------------------------------- | --------------------------------------- |
| 1                                       | Ukraine                                 | 232                                     |
| 2                                       | Russland                                | 220                                     |
| 3                                       | Israel                                  | 194                                     |
| 4                                       | Schweden                                | 122                                     |
| 5                                       | Malta                                   | 118                                     |

| Die meisten insgesamt erhaltenen Punkte | Die meisten insgesamt erhaltenen Punkte | Die meisten insgesamt erhaltenen Punkte |
| Platz                                   | Land                                    | Punkte                                  |
| --------------------------------------- | --------------------------------------- | --------------------------------------- |
| 1                                       | Russland                                | 213                                     |
| 2                                       | Georgien                                | 181                                     |
| 3                                       | Moldau                                  | 179                                     |
| 4                                       | Malta                                   | 144                                     |
| 5                                       | Ukraine                                 | 139                                     |

### Vergaben der Höchstwertung
Seit 2008 vergab Aserbaidschan die Höchstpunktzahl im Finale an zehn verschiedene Länder, davon siebenmal an Russland. Im Halbfinale hingegen vergab Aserbaidschan die Höchstpunktzahl an 14 verschiedene Länder, davon fünfmal an Russland.
| Höchstwertung (Finale) | Höchstwertung (Finale)     | Höchstwertung (Finale) |
| Jahr                   | Land                       | Platz (Finale)         |
| ---------------------- | -------------------------- | ---------------------- |
| 2008                   | Türkei                     | 7                      |
| 2009                   | Türkei                     | 4                      |
| 2010                   | Türkei                     | 2                      |
| 2011                   | Ukraine                    | 4                      |
| 2012                   | Türkei                     | 7                      |
| 2013                   | Ukraine                    | 3                      |
| 2014                   | Russland                   | 7                      |
| 2015                   | Russland                   | 2                      |
| 2016                   | Russland (J & T)           | 3                      |
| 2017                   | Belarus (J)                | 17                     |
| 2017                   | Bulgarien (T)              | 2                      |
| 2018                   | Albanien (J)               | 11                     |
| 2018                   | Israel (T)                 | 1                      |
| 2019                   | Russland (J & T)           | 3                      |
| 2020                   | Wettbewerb abgesagt        | Wettbewerb abgesagt    |
| 2021                   | Russland (J)               | 9                      |
| 2021                   | Israel (T)                 | 17                     |
| 2022                   | Vereinigtes Königreich (J) | 2                      |
| 2022                   | Ukraine (T)                | 1                      |
| 2023                   | Israel (J & T)             | 3                      |
| 2024                   | Schweiz (J)                | 2                      |
| 2024                   | Kroatien (T)               | 1                      |
| 2025                   | Israel (J & T)             | 2                      |

| Höchstwertung (Halbfinale) | Höchstwertung (Halbfinale) | Höchstwertung (Halbfinale) |
| Jahr                       | Land                       | Platz (Halbfinale)         |
| -------------------------- | -------------------------- | -------------------------- |
| 2008                       | Griechenland               | 1                          |
| 2009                       | Norwegen                   | 1                          |
| 2010                       | Türkei                     | 1                          |
| 2011                       | Türkei                     | 13                         |
| 2012                       | Albanien                   | 2                          |
| 2013                       | Malta                      | 4                          |
| 2014                       | Ukraine                    | 5                          |
| 2015                       | Slowenien                  | 5                          |
| 2016                       | Russland (J & T)           | 1                          |
| 2017                       | Portugal (J)               | 1                          |
| 2017                       | Georgien (T)               | 11                         |
| 2018                       | Belarus (J & T)            | 16                         |
| 2019                       | Russland (J & T)           | 6                          |
| 2020                       | Wettbewerb abgesagt        | Wettbewerb abgesagt        |
| 2021                       | Russland (J)               | 3                          |
| 2021                       | Israel (T)                 | 5                          |
| 2022                       | Schweden (J)               | 1                          |
| 2022                       | Zypern (T)                 | 12                         |
| 2023                       | Israel                     | 3                          |
| 2024                       | Zypern                     | 6                          |
| 2025                       | Zypern                     | 11                         |

## Impressionen

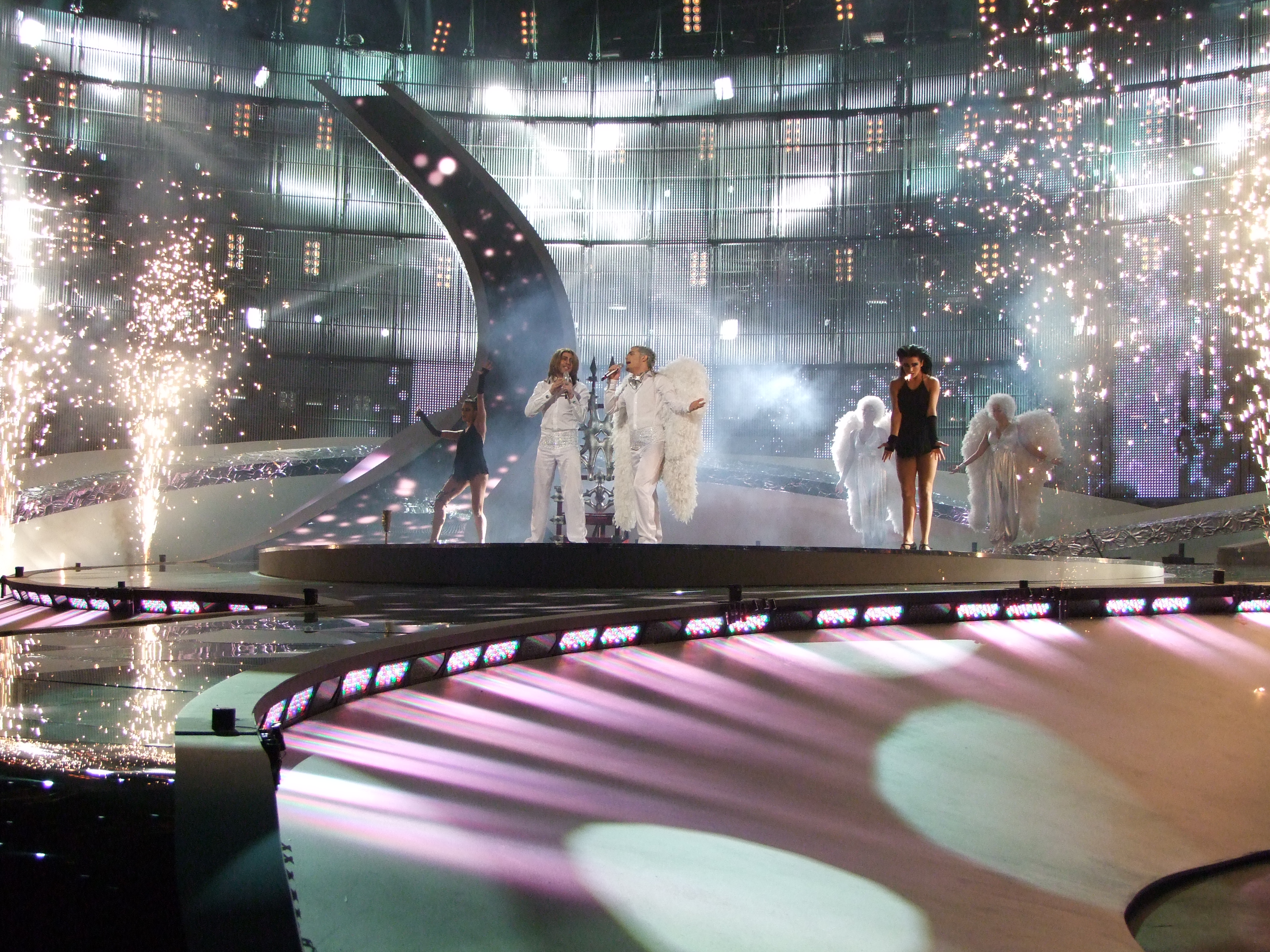
Elnur & Samir 2008
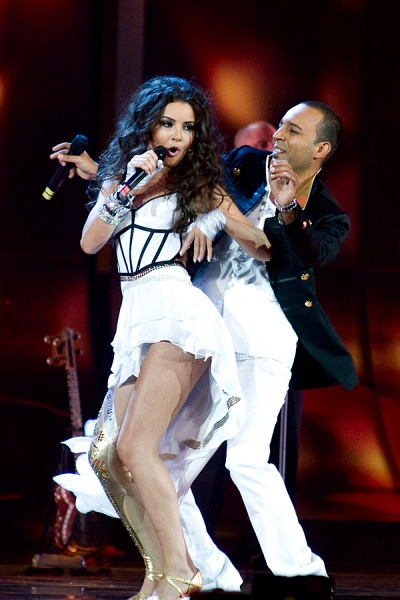
Aysel & Arash 2009
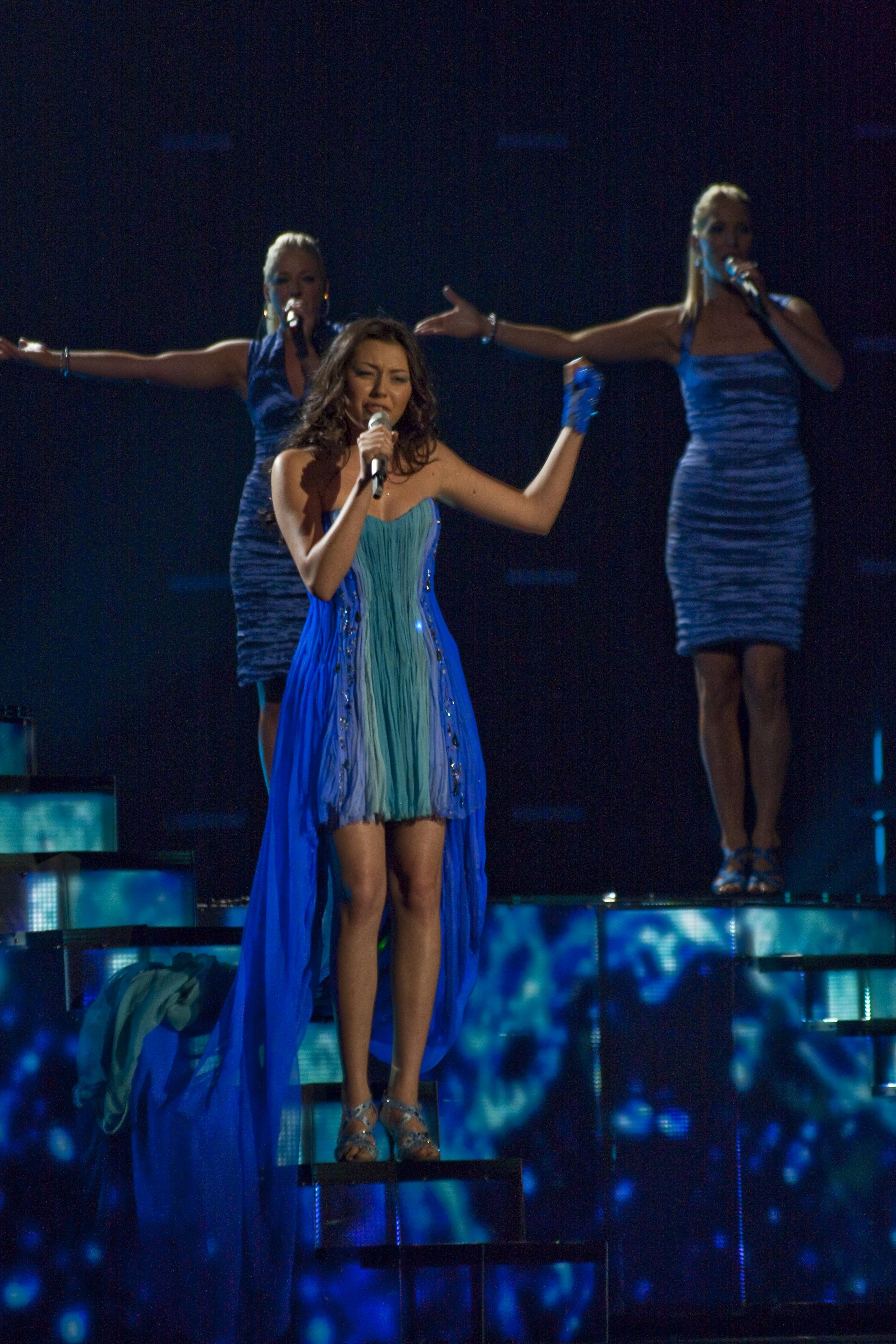
Safura 2010
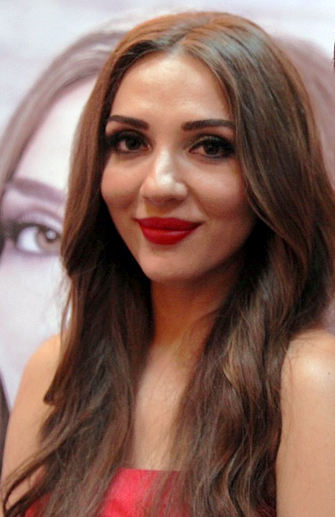
Sabina Babayeva 2012
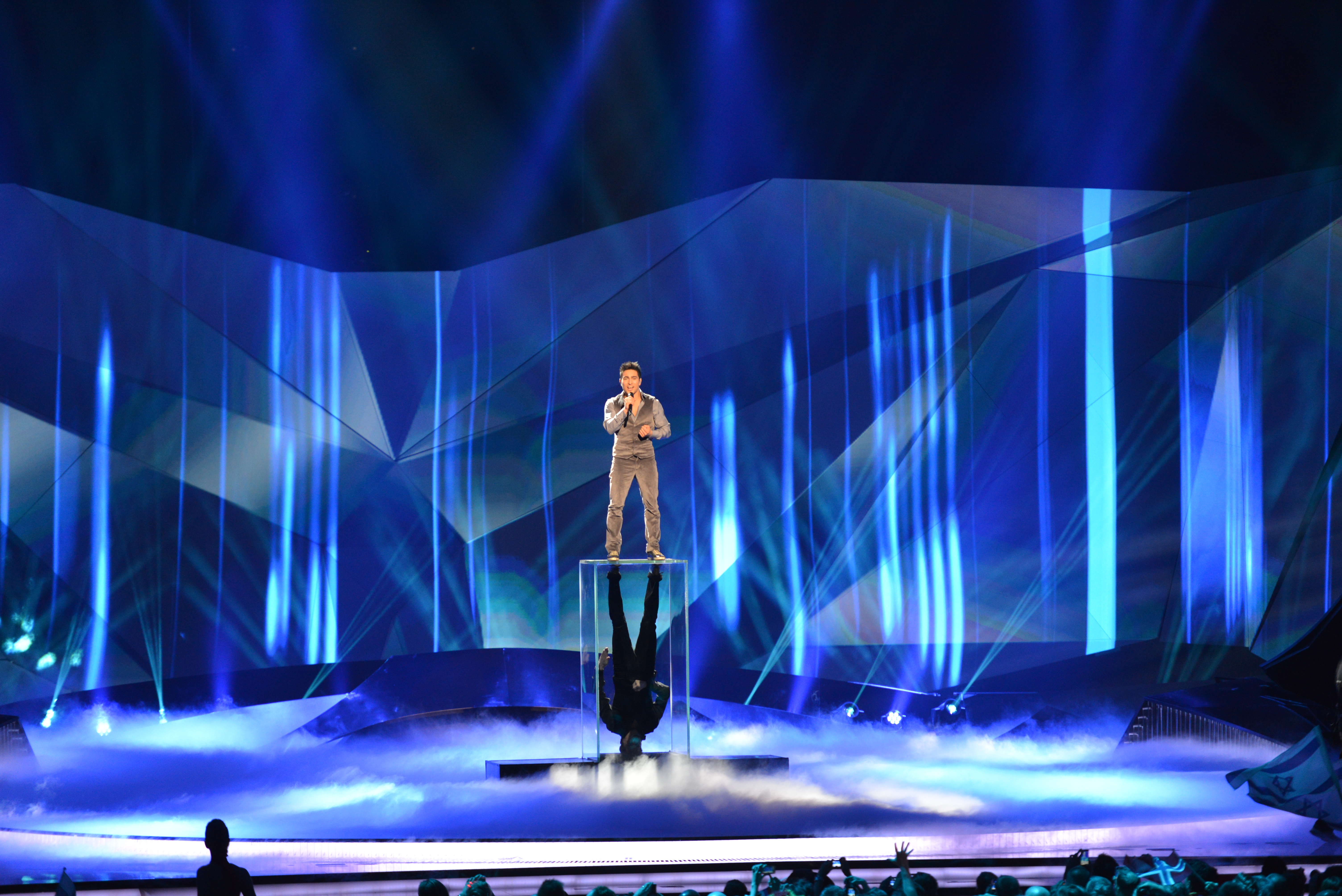
Farid Mammadov 2013
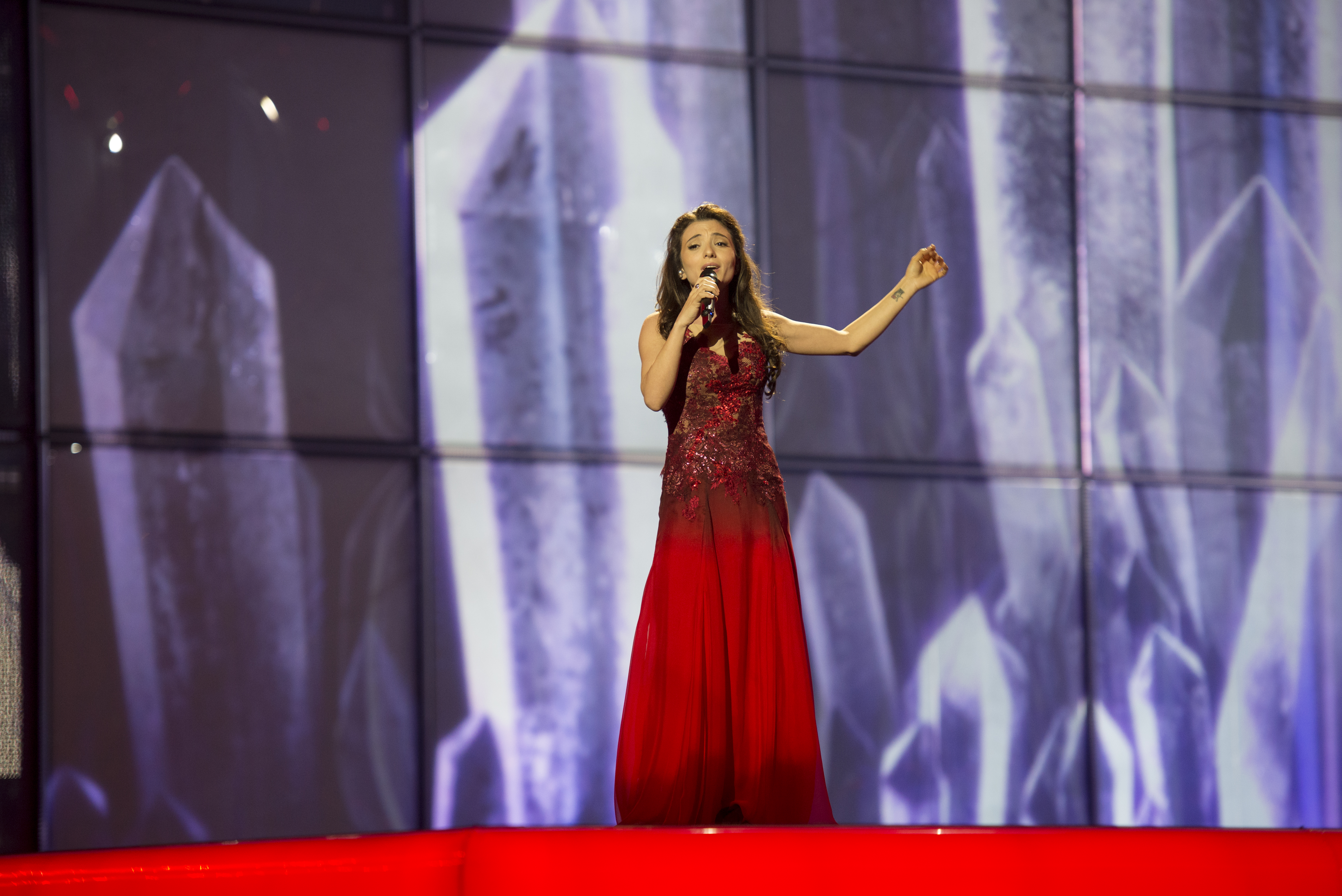
Dilara Kazimova 2014
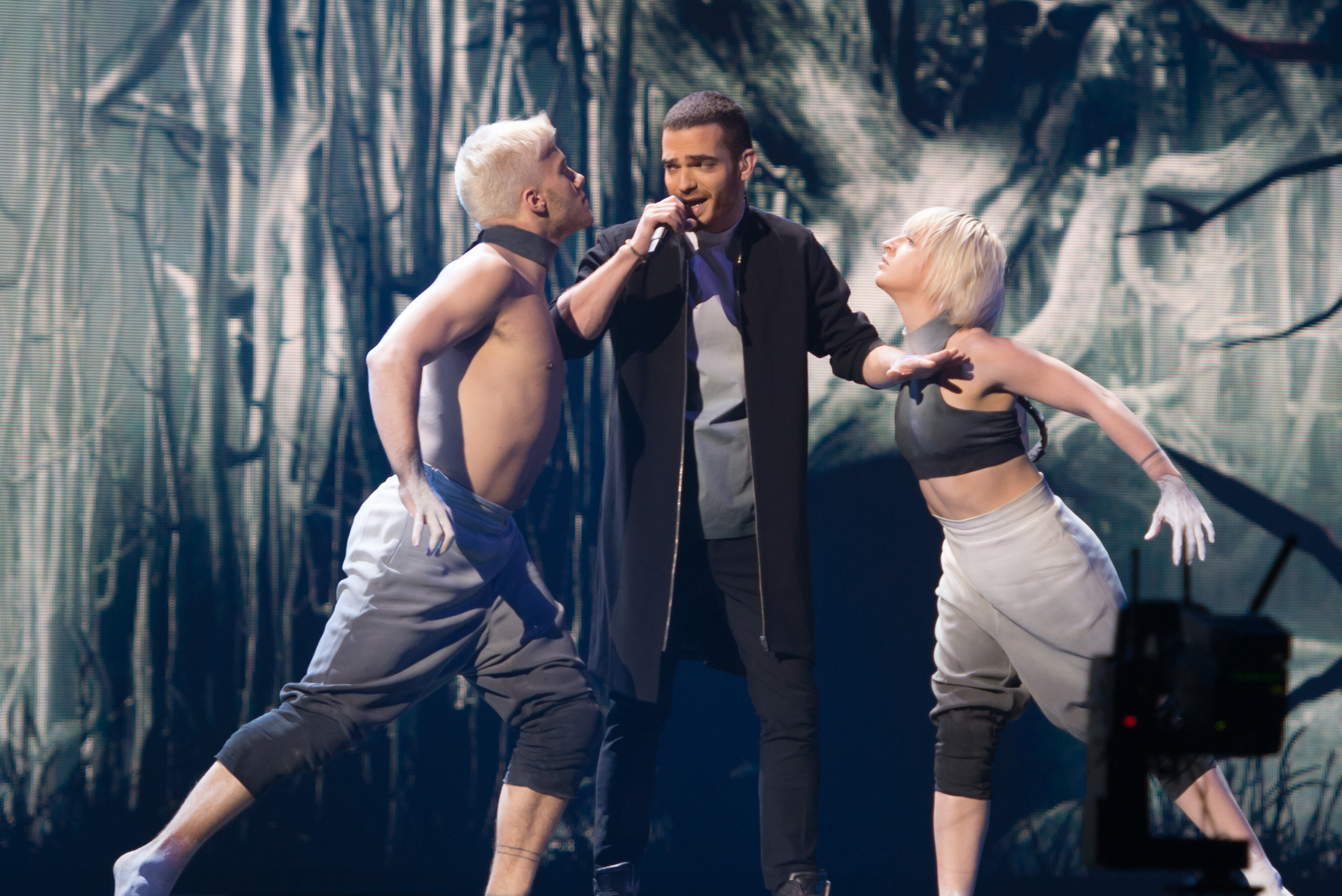
Elnur Hüseynov 2015
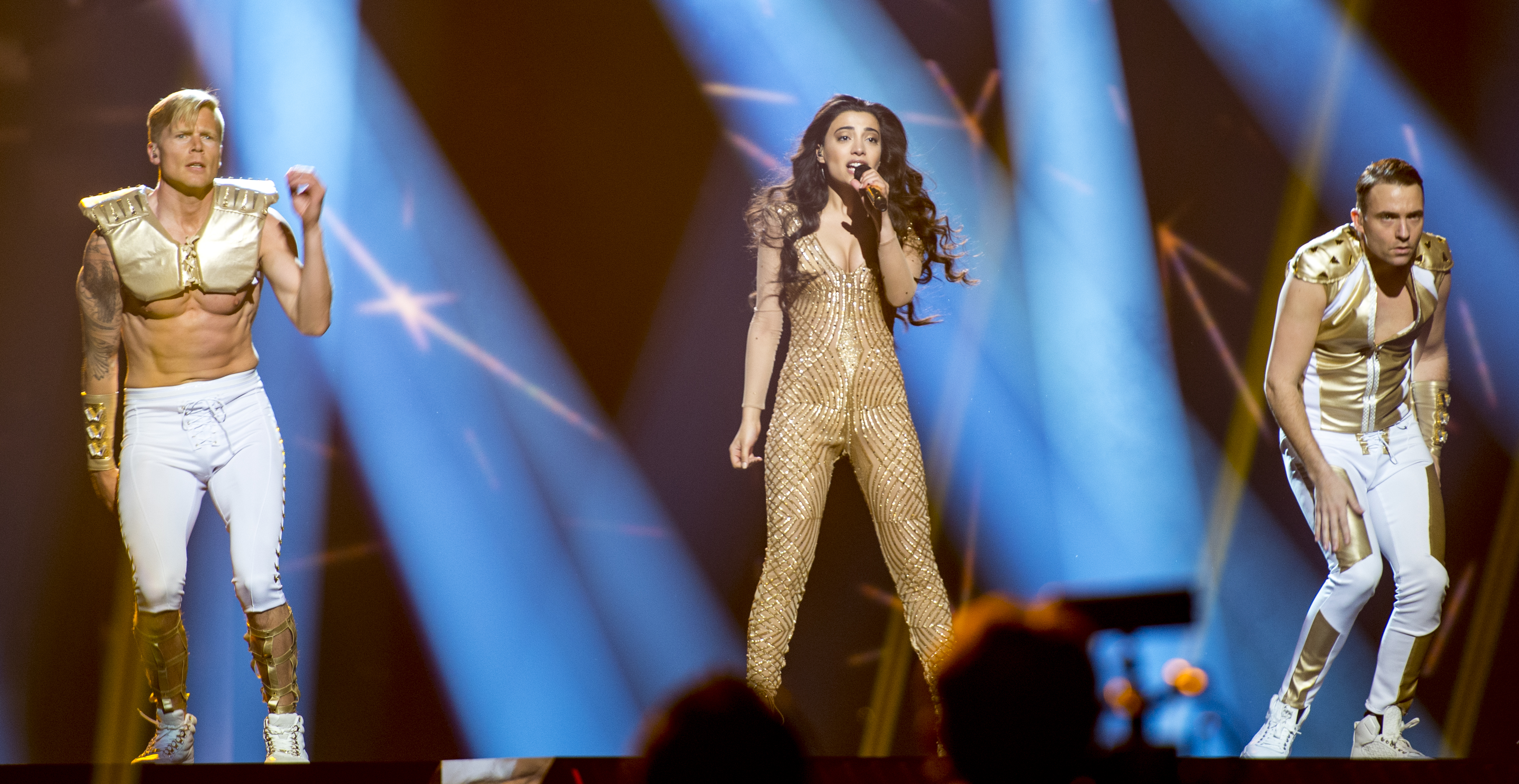
Samra, 2016
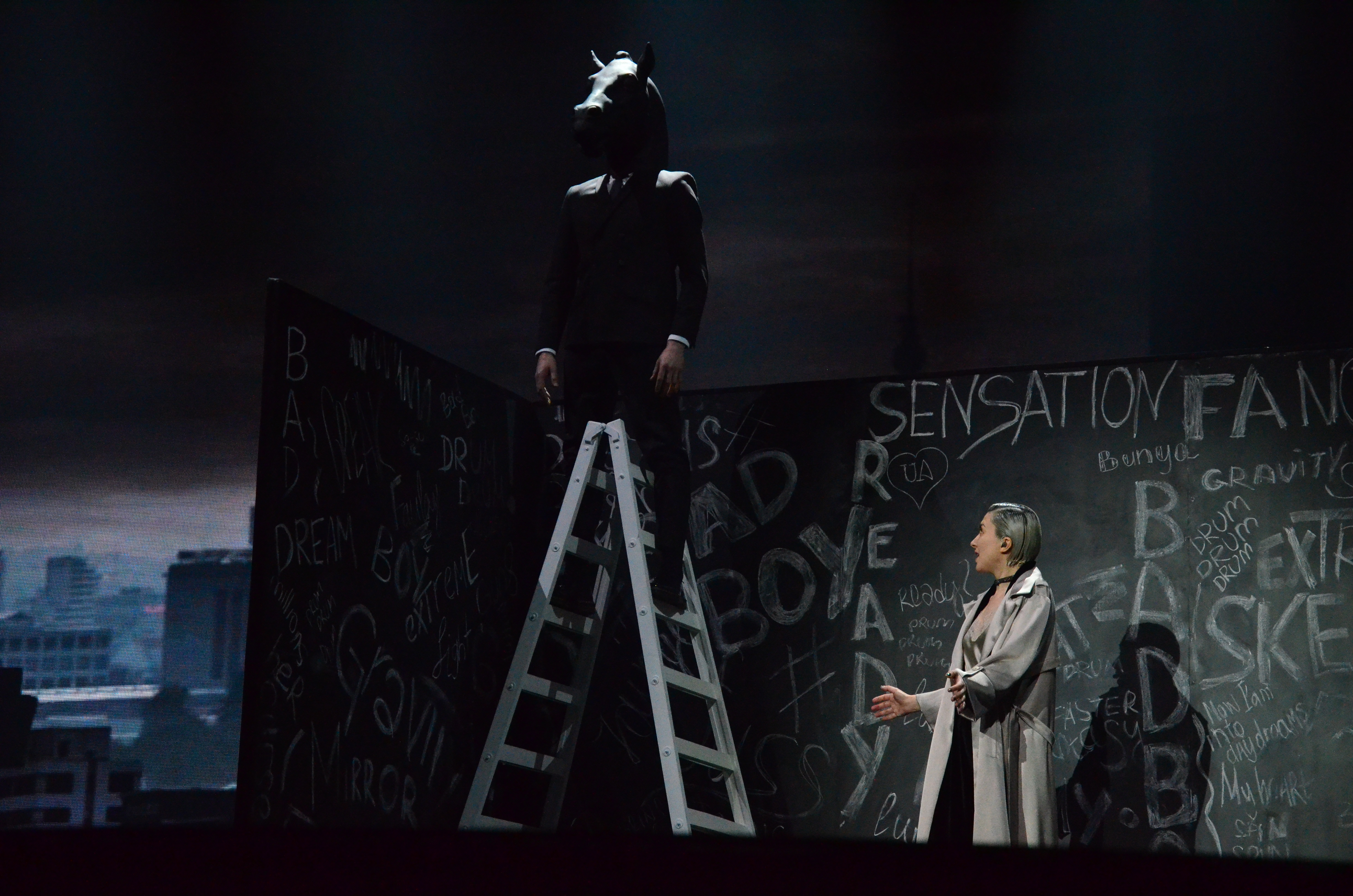
Dihaj 2017
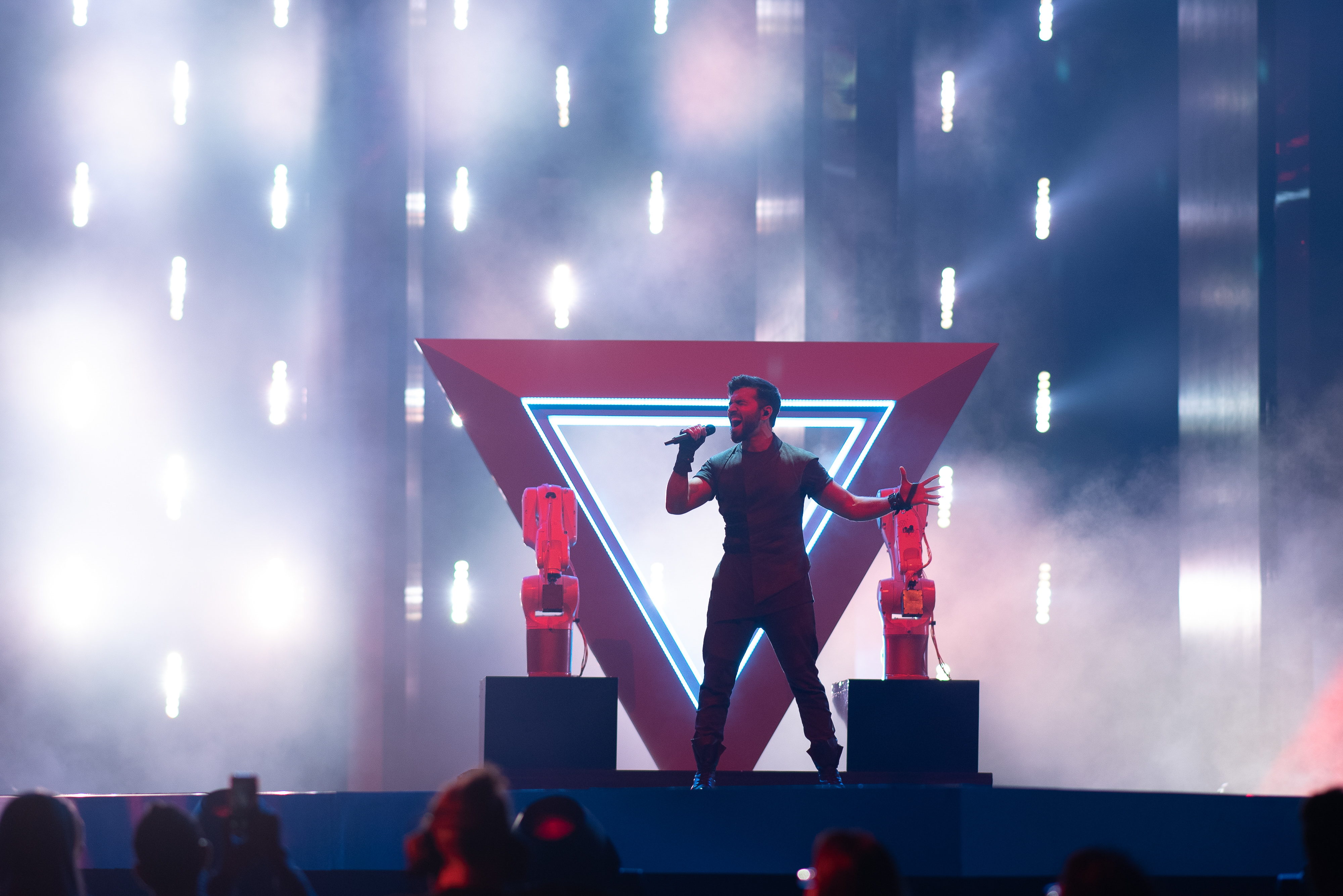
Chingiz 2019
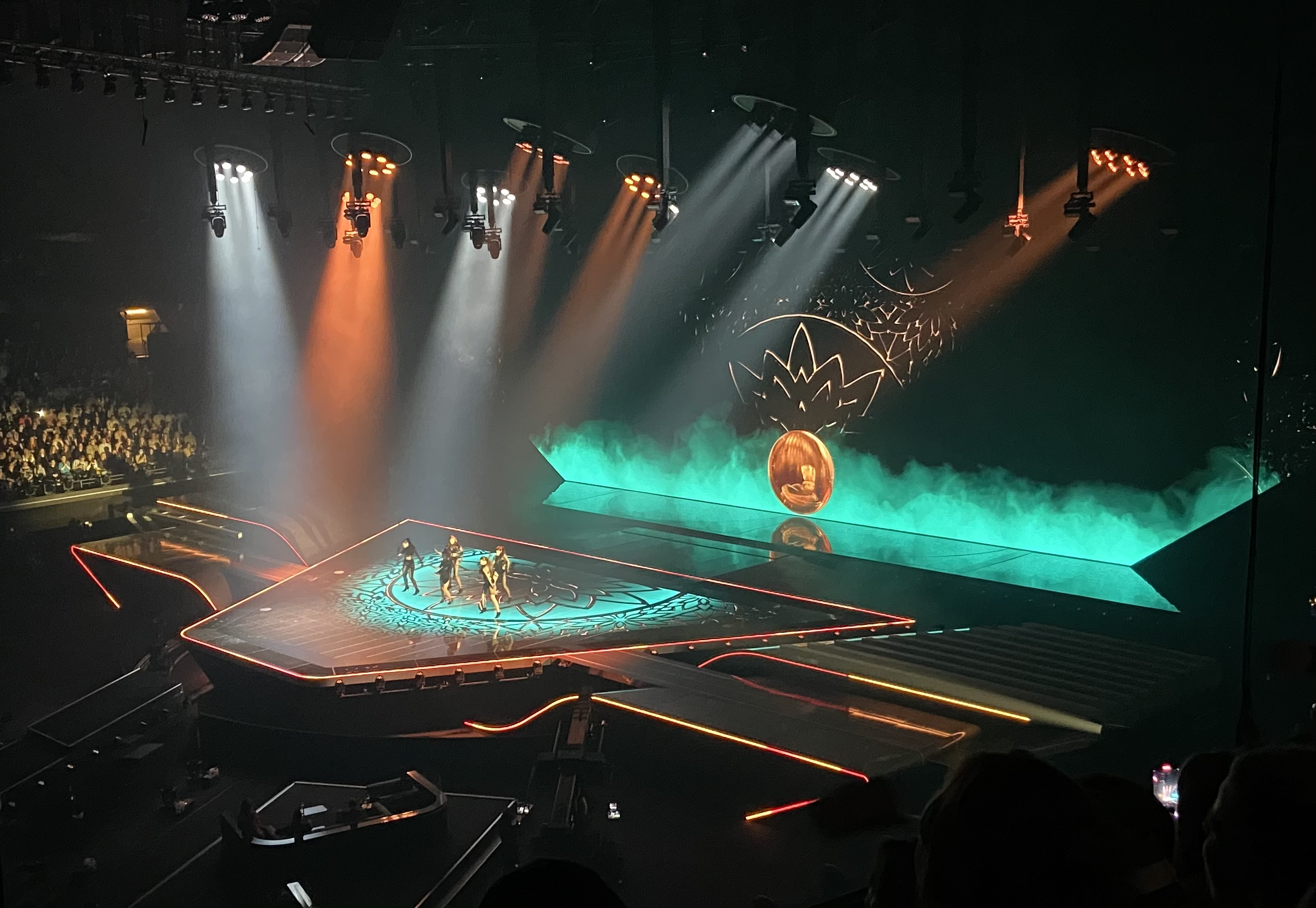
Efendi 2021
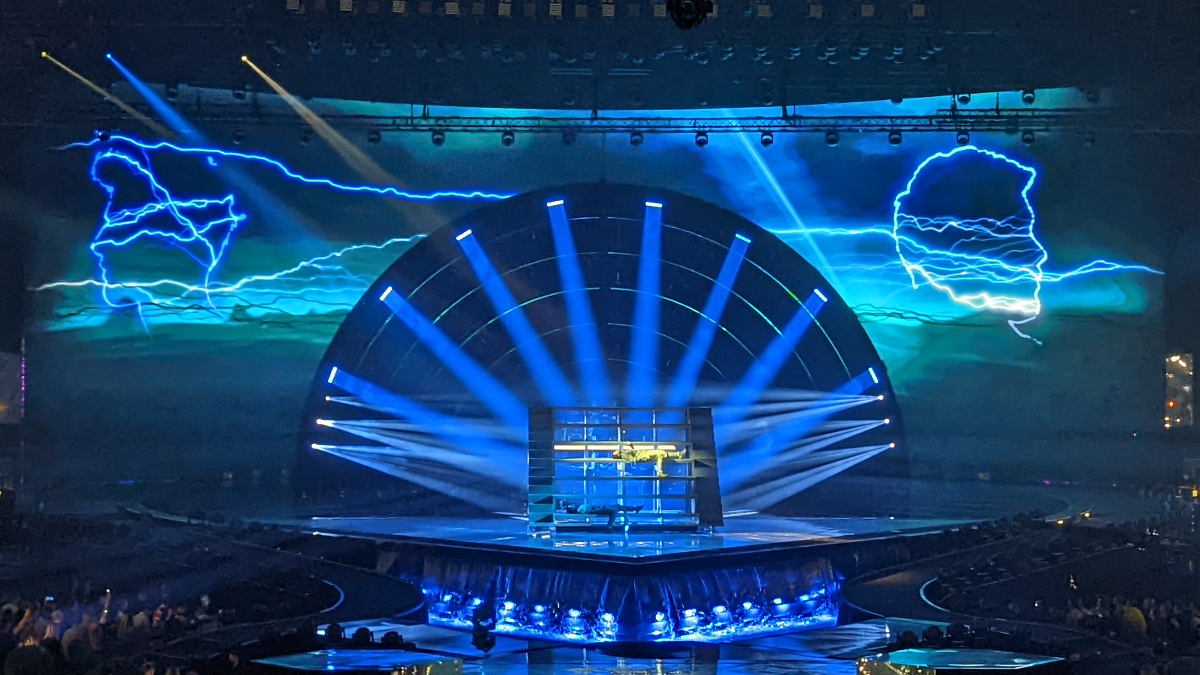
Nadir Rustamli 2022
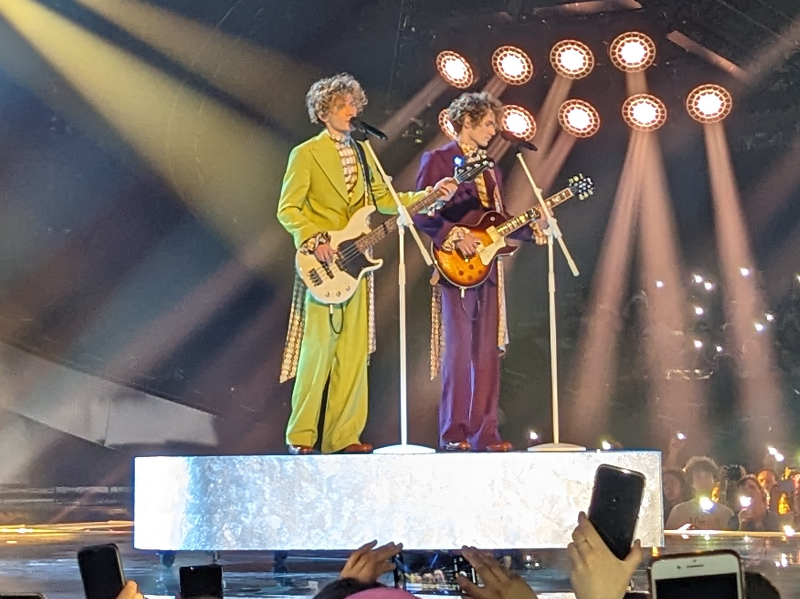
TuralTuranX 2023
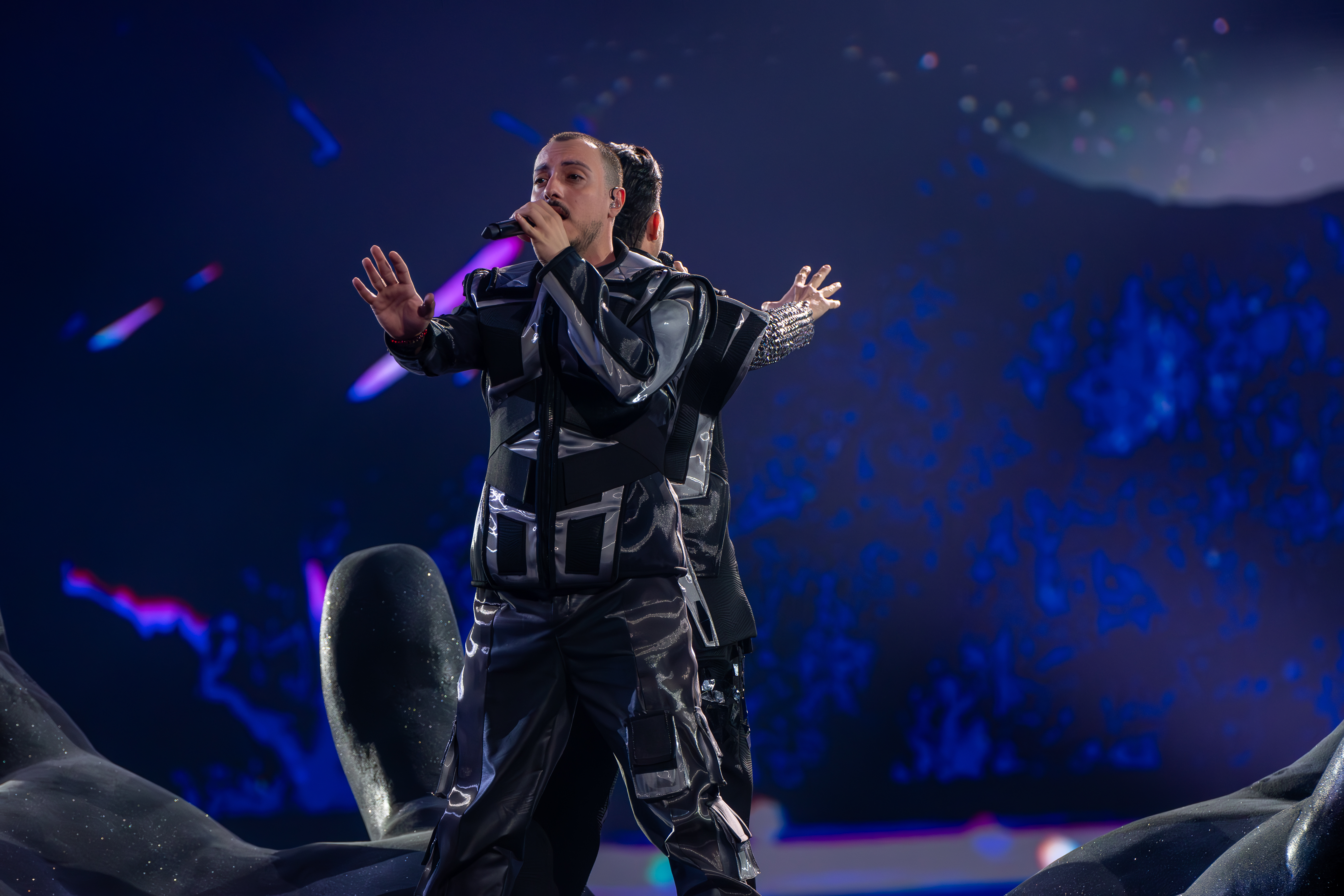
Fahree feat. İlkin Dövlətov 2024
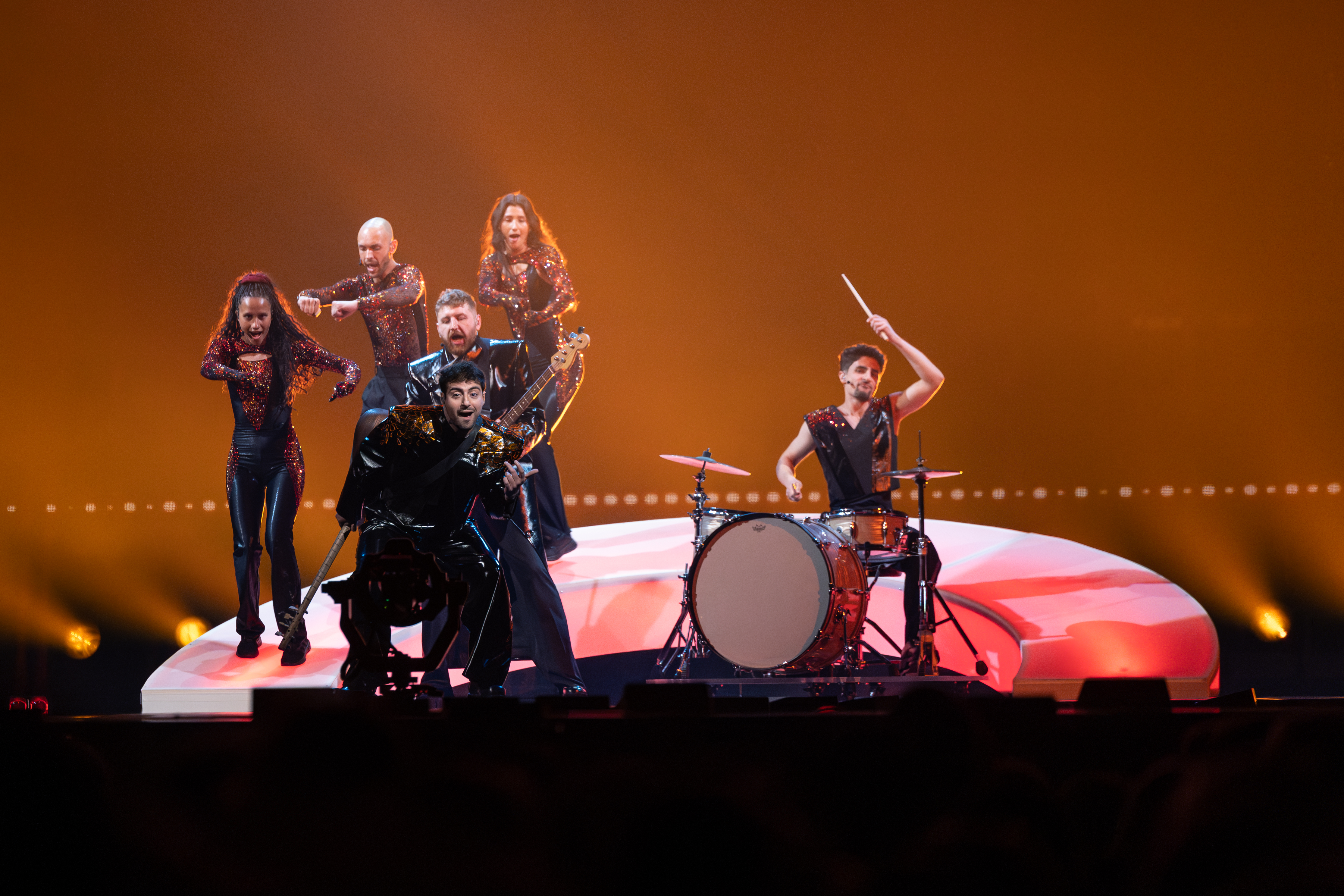
Mamagama 2025